# هیگاشی، شیبویا
هیگاشی، شیبویا (به ژاپنی: 東 Higashi)، یک منطقه مسکونی در بخش شیبویا-کو، توکیو در توکیو توکیو است که توسط مناطق مسکونی هیرو، ابیسو (توکیو)، دائیکانیاما-چو و آئویاما احاطه شده است. ماساهیتو، شاهزاده هیتاچی و هاناکو، شاهدخت هیتاچی اقامتگاه رسمی خود را در قصری در باغ‌های بزرگ در نزدیکی کومازاوادوری در هیگاشی دارند.